# کاترین دی. سالیوان
کاترین دویر سولیوان (به انگلیسی: Kathryn Dwyer Sullivan) فضانورد اهل کشور ایالات متحده آمریکا است که در ۳ اکتبر ۱۹۵۱ میلادی در پترسون، نیوجرسی زاده شد. وی در مأموریت اس‌تی‌اس-۳۱، اس‌تی‌اس-۴۱-جی، اس‌تی‌اس-۴۵ حضور داشته‌است.